# Anolis dracula
Anolis dracula (дракуловий аноліс) — вид ігуаноподібних ящірок родини анолісових (Dactyloidae). Мешкає в Колумбії і Еквадорі. Описаний у 2018 році.

## Поширення і екологія
Дракулові аноліси мешкають в Андах на території Еквадору і південної Колумбії. Вони живуть у вологих тропічних лісах.